# 壊れていくこの世界で
「壊れていくこの世界で」（こわれていくこのせかいで）は、日本のバンドPIERROTの、メジャーで発売された10枚目のシングル。

## 概要
バンドにとって初となる、佐久間正英プロデュース作品。佐久間は、陰陽の美意識的なこだわりやメジャーに在籍しながら独自性を失わない存在感を持っていたキリトに対し、「キリト君がクールな人で、どう接していいか気を遣いつつでした。意外に難しかったですね。シングル1枚でも忘れられない」と語っていたという。
初回限定封入特典：パーソナル・フォト・ステッカー（メンバー5人のうちの一人の写真のステッカー）

## 収録曲
1. 壊れていくこの世界で
(作詞：キリト／作曲：キリト／編曲：佐久間正英・PIERROT)
2. REBIRTH DAY
(作詞：キリト／作曲：アイジ／編曲：佐久間正英・PIERROT)